# Phyllochaetopterus ramosus
Phyllochaetopterus ramosus är en ringmaskart som beskrevs av Willey 1905. Phyllochaetopterus ramosus ingår i släktet Phyllochaetopterus och familjen Chaetopteridae. Inga underarter finns listade i Catalogue of Life.